# ICE TD
ICE TDは、ドイツ鉄道の高速列車ICEに使用される車体傾斜式気動車である。形式は605形となった。

## 概要
ICEによる高速化の効果を非電化路線へも拡大するため、ICE Tをベースに開発された車体傾斜式の電気式気動車である。2001年に4両編成20本が製造された。
2001年6月よりミュンヘン - チューリッヒ間やベルリン - ドレスデン間など非電化区間の高速化のため導入されたが、トラブルの頻発により2003年に全車が運用を一旦離脱した。
2007年からはハンブルク - コペンハーゲン間の「渡り鳥コース」への投入により運用を再開したものの、2017年10月に運用を終了した。

## 設計
車体形状はICE Tとほぼ同じで、アルミニウム合金を採用して軽量化を図っている。編成は4両編成を組み、最大3編成までの併結も可能である。ICE Tとの協調運転にも対応している。
車体傾斜機構はドイツのシーメンス製のものを採用している。動力伝達方式は電気式を採用、1両あたりの機関出力は560kWで、編成出力は2,240kWとなる。
編成内容は以下のとおりである。
- 605.0形：1号車・制御車・動力車・2等車
- 605.1形：2号車・動力車・2等車
- 605.2形：7号車・動力車・2等車・簡易供食スペース
- 605.5形：8号車・制御車・動力車・1等車

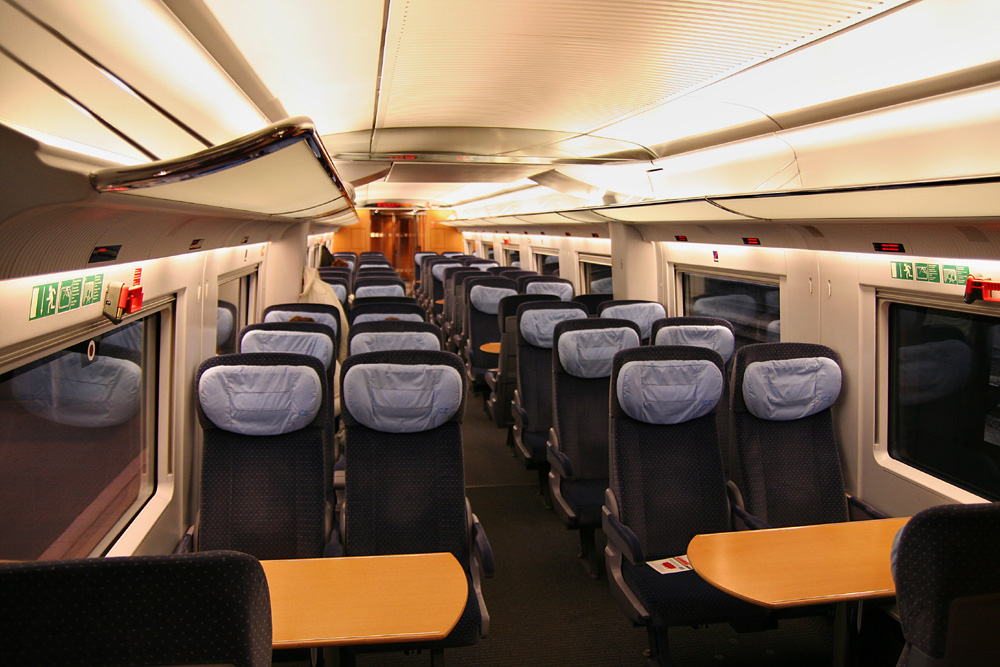
2等車
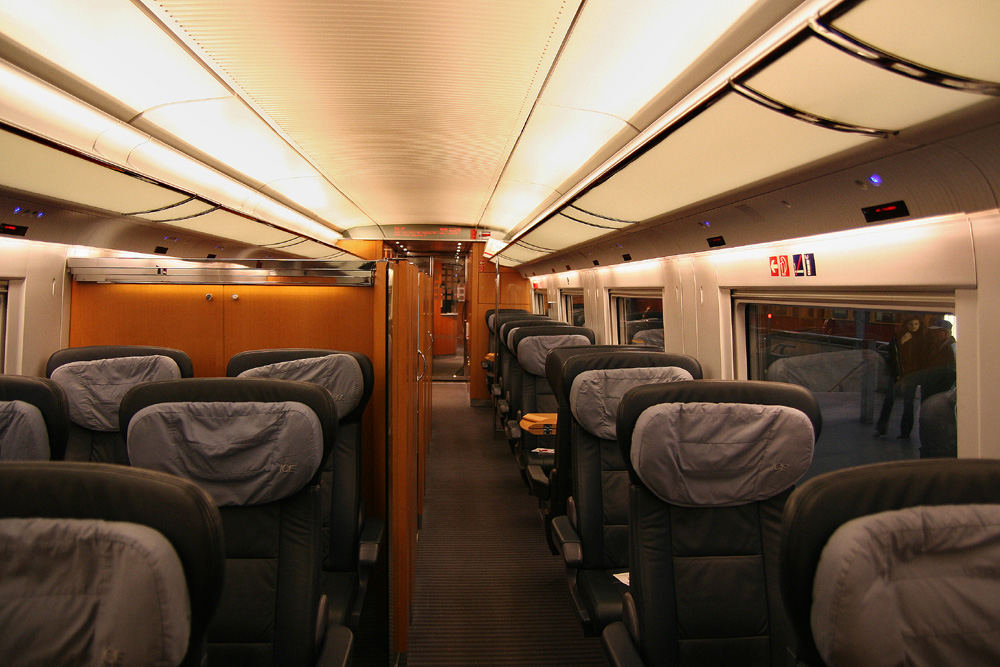
1等車

## 運用

### 当初の運用
2001年7月より営業運転を開始したが、車体傾斜装置の制御プログラムのトラブルが頻発し、定時運行に支障をきたすようになった。2001年には工場内の車両がジャッキから転落し、修復不能とされた2両が廃車となっている。また2002年には車軸折損が原因の脱線事故が発生し、車体傾斜装置の使用が停止された。ドイツ鉄道は2003年12月にICE TDの全編成を定期運用から離脱させ、運用は機関車牽引のインターシティーや近郊用気動車に置き換えられた。
その後、2006年にはサッカーワールドカップの観客輸送に使用され、メッセ会場への輸送など臨時列車を中心に運用されることとなった。

### デンマークへの直通

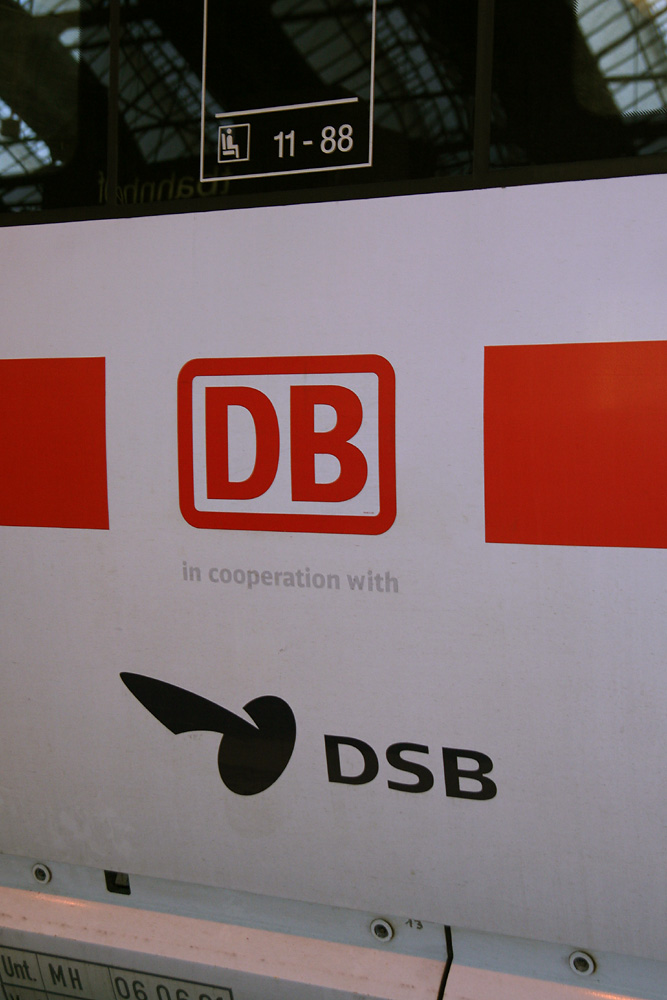
DB・DSB共同のロゴ

ドイツのハンブルクとデンマークのコペンハーゲンを結ぶ通称「渡り鳥コース」において、従来のIC3気動車によるユーロシティの一部を置き換える形でICE TDの導入が決定された。2007年4月に最初の試運転が実施され、2007年12月に営業運転を開始した。最高速度はベルリン・ハンブルク間の200km/h、それ以外のドイツ国内区間が140km/h、デンマーク国内では180km/hで運転されている。
合計13編成のICE TDがデンマーク直通対応改造を受け、保安装置や無線装置とそれに付随する機器類の設置、荷物収納設備の拡張など旅客設備の改修などが行われている。車両はドイツ鉄道からデンマーク国鉄へ貸し出す形となり、両鉄道会社のロゴが併記されている。ドイツ鉄道とデンマーク国鉄の間で締結された運行契約の期間は13年となっている。ドイツのプットガルデンとデンマークロービュの間にあるフェーマルン・ベルト海峡では、鉄道連絡船による航送が行われている。
しかし2015年に入り、運行継続のためには大規模なオーバーホールが必要となること、またその費用が非常に高額となることが判明し、ドイツ鉄道では2016年末でリース契約を解除することを通告。リース契約にはデンマーク国鉄側が車両を買い取るオプションも設定されていたが、デンマーク国鉄はこれを行使しなかったため、結局2016年12月11日のダイヤ改正で1編成を除く全車両が運用から離脱。唯一残った編成も2017年10月に運用を終了した。その後の詳細は不明ながらも、一部編成は測定などの試験車両として現存している。

2021年に全編成のうちTz5516編成がICEシリーズを代表する保存車としてコブレンツの博物館にて保存されるため回送されている。